# Муфтиев, Раиль Мнавирович
Раиль Мнавирович Муфтиев (род. 19 ноября 1968, Уфа, РСФСР, Башкирская АССР, СССР) — российский хоккеист, тренер. Амплуа — нападающий.
Мастер спорта международного класса. Выступал за сборную России (1993—1995).

## Биография
Воспитанник и игрок клуба «Салават Юлаев».
Также играл в СКА Свердловск, Северсталь Череповец, ЦСКА Москва, Литвинов (Литвинов, Чехия).
Бронзовый призёр Чемпионата МХЛ в сезонах 1994/1995 и 1995/1996.
Бронзовый призёр Чемпионата России в сезоне 1996/1997.
Обладатель приза «Три бомбардира» 1993/1994 (вместе с Борисом Тимофеевым и Дмитрием Денисовым).
Лучший игрок Мемориала Ромазана 1995 г.
Обладатель приза «Золотая клюшка» сезона 1995/96 (самый ценный хоккеист сезона по опросу среди тренеров еженедельника «Хоккей»).
С 2006 по 2019 тренировал хоккеистов СДЮШОР «Салават Юлаев». С 2019 года — тренер клуба «Торос».